# Ommata smaragdina
Ommata smaragdina là một loài bọ cánh cứng trong họ Cerambycidae.